# Élections cantonales de 2004 dans l'Ain
Les élections cantonales ont eu lieu les 21 et 28 mars 2004.
Lors de ces élections, 22 des 43 cantons de l'Ain ont été renouvelés. Elles ont vu l'élection de la majorité UMP dirigée par Charles de La Verpillière, battant Jean Pépin président sortant du Conseil général, en place depuis 1992.

## Contexte départemental

### Assemblée départementale sortante
Le conseil général de l'Ain est présidé par Jean Pépin (UMP). Il comprend 43 conseillers généraux issus des 43 cantons de l'Ain. 21 d'entre eux sont renouvelables lors de ces élections. 
| Parti                             | Sigle | Élus |
| --------------------------------- | ----- | ---- |
| Majorité (25 sièges)              |       |      |
| Union pour un mouvement populaire | UMP   | 17   |
| Divers droite                     | DVD   | 6    |
| Debout la République              | DLR   | 2    |
| Opposition (18 sièges)            |       |      |
| Divers gauche                     | DVG   | 14   |
| Parti socialiste                  | PS    | 3    |
| Mouvement républicain et citoyen  | MRC   | 1    |
| Président du Conseil général      |       |      |
| Jean Pépin (UMP)                  |       |      |

## Résultats à l’échelle du département
Répartition départementale des résultats (2e tour).
- PS (13,89 %)
- PRG (4,12 %)
- DVG (27,51 %)
- Verts (1,02 %)
- UMP (31,28 %)
- DVD (14,92 %)
- FN (7,28 %)

| Étiquette      | Étiquette                           | Premier tour | Premier tour | Second tour | Second tour | Sièges |
| Étiquette      | Étiquette                           | Voix         | %            | Voix        | %           | Sièges |
| -------------- | ----------------------------------- | ------------ | ------------ | ----------- | ----------- | ------ |
|                | Divers gauche                       | 24 028       | 22,44        | 25 013      | 27,51       | 8      |
|                | Parti socialiste                    | 11 607       | 10,84        | 12 626      | 13,89       | 3      |
|                | Parti communiste français           | 4 000        | 3,74         |             |             |        |
|                | Les Verts                           | 2 619        | 2,45         | 927         | 1,02        | 0      |
|                | Parti radical de gauche             | 2 511        | 2,34         | 3 744       | 4,12        | 0      |
|                | Extrême gauche                      | 936          | 0,87         |             |             |        |
| Gauche         | Gauche                              | 45 701       | 42,68        | 42 310      | 46,54       | 11     |
|                |                                     |              |              |             |             |        |
|                | Union pour un mouvement populaire   | 25 821       | 24,11        | 28 440      | 31,28       | 8      |
|                | Divers droite                       | 16 595       | 15,50        | 13 563      | 14,92       | 3      |
|                | Front national                      | 15 896       | 14,84        | 6 617       | 7,28        | 0      |
|                | Union pour la démocratie française  | 1 827        | 1,71         |             |             |        |
|                | Chasse, pêche, nature et traditions | 492          | 0,46         |             |             |        |
| Droite         | Droite                              | 60 631       | 56,62        | 48 620      | 53,48       | 11     |
|                |                                     |              |              |             |             |        |
|                | Écologistes divers                  | 753          | 0,70         |             |             |        |
|                |                                     |              |              |             |             |        |
| Inscrits       | Inscrits                            | 179 159      | 100,00       | 143 826     | 100,00      |        |
| Abstention     | Abstention                          | 68 283       | 38,11        | 48 962      | 34,04       |        |
| Votants        | Votants                             | 110 876      | 61,89        | 94 864      | 65,96       |        |
| Blancs et nuls | Blancs et nuls                      | 3 791        | 3,42         | 3 934       | 4,15        |        |
| Exprimés       | Exprimés                            | 107 085      | 96,58        | 90 930      | 95,85       |        |

### Résultats en nombre de sièges
| Parti | Parti | Sièges mis en jeu | Élus | Évolution     |
| ----- | ----- | ----------------- | ---- | ------------- |
|       | DVG   | 7                 | 8    | 1             |
|       | MRC   | 1                 | 0    | 1             |
|       | UMP   | 8                 | 7    | 1             |
|       | DVD   | 4                 | 4    | en stagnation |
|       | PS    | 2                 | 3    | 1             |

### Assemblée départementale à l'issue des élections
| Parti                             | Sigle | Élus |
| --------------------------------- | ----- | ---- |
| Majorité (24 sièges)              |       |      |
| Union pour un mouvement populaire | UMP   | 16   |
| Divers droite                     | DVD   | 6    |
| Debout la République              | DLR   | 2    |
| Opposition (19 sièges)            |       |      |
| Divers gauche                     | DVG   | 15   |
| Parti socialiste                  | PS    | 4    |
| Président du Conseil général      |       |      |
| Charles de La Verpillière (UMP)   |       |      |

### Résultats par canton
| Canton                   | Conseiller sortant      | Parti | Parti | Conseiller élu          | Parti | Parti |
| ------------------------ | ----------------------- | ----- | ----- | ----------------------- | ----- | ----- |
| Bâgé-le-Châtel           | Michel Voisin           |       | UMP   | Gilbert Thomas          |       | DVG   |
| Bellegarde-sur-Valserine | Guy Larmanjat           |       | PS    | Guy Larmanjat           |       | PS    |
| Belley                   | Pierre Carroz           |       | DVG   | Jean-Claude Travers     |       | UMP   |
| Châtillon-sur-Chalaronne | Yves Clayette           |       | UMP   | Yves Clayette           |       | UMP   |
| Coligny                  | Jean Bernadac           |       | UMP   | Jean Bernadac           |       | UMP   |
| Ferney-Voltaire          | Jocelyne Boch           |       | UMP   | Jocelyne Boch           |       | UMP   |
| Hauteville-Lompnes       | Philippe Virard         |       | MRC   | Jacques Rabut           |       | DVG   |
| Lhuis                    | Maurice Berlioz         |       | DVD   | Maurice Berlioz         |       | DVD   |
| Miribel                  | Jacques Berthou         |       | DVG   | Jacques Berthou         |       | DVG   |
| Montluel                 | Jacky Bernard           |       | PS    | Jacky Bernard           |       | PS    |
| Nantua                   | Claude Ferry            |       | DVD   | Claude Ferry            |       | DVD   |
| Péronnas                 | Marc Bernardin          |       | DVD   | Christian Chanel        |       | DVD   |
| Poncin                   | Jean Chabry             |       | DVD   | Jean Chabry             |       | DVD   |
| Pont-D'Ain               | Serge Fondras           |       | DVG   | Serge Fondras           |       | DVG   |
| Pont-de-Veyle            | Jean-François Pelletier |       | UMP   | Jean-François Pelletier |       | UMP   |
| Saint-Trivier-de-Courtes | Jean Pépin              |       | UMP   | Jean Pépin              |       | UMP   |
| Seyssel                  | René Ailloud            |       | UMP   | René Ailloud            |       | UMP   |
| Thoissey                 | André Philippon         |       | DVG   | André Philippon         |       | DVG   |
| Trévoux                  | Paul Colombel           |       | UMP   | Patrick Rousset         |       | PS    |
| Villars-les-Dombes       | Lucien Berger           |       | DVG   | Georges Faverjon        |       | DVG   |
| Viriat                   | Pierre Froment          |       | DVG   | Jacques Nallet          |       | DVG   |
| Virieu-le-Grand          | André Lamaison          |       | DVG   | André Lamaison          |       | PS    |

## Résultats par canton

### Canton de Bâgé-Le-Châtel
| Candidats      | Candidats          | Étiquette      | Premier tour | Premier tour | Second tour | Second tour |
| Candidats      | Candidats          | Étiquette      | Voix         | %            | Voix        | %           |
| -------------- | ------------------ | -------------- | ------------ | ------------ | ----------- | ----------- |
|                | Gilbert Thomas     | DVG            | 2 548        | 41,44        | 3 240       | 50,55       |
|                | Guy Billoudet      | UMP            | 2 452        | 39,88        | 3 170       | 49,45       |
|                | Nicole Bilski      | FN             | 620          | 10,08        |             |             |
|                | Francois Paquelier | DVD            | 529          | 8,60         |             |             |
|                |                    |                |              |              |             |             |
| Inscrits       | Inscrits           | Inscrits       | 9 788        | 100,00       | 9 788       | 100,00      |
| Abstention     | Abstention         | Abstention     | 3 402        | 34,76        | 3 072       | 31,39       |
| Votants        | Votants            | Votants        | 6 386        | 65,24        | 6 716       | 68,61       |
| Blancs et nuls | Blancs et nuls     | Blancs et nuls | 237          | 3,71         | 306         | 4,56        |
| Exprimés       | Exprimés           | Exprimés       | 6 149        | 96,29        | 6 410       | 95,44       |

### Canton de Bellegarde-Sur-Valserine
| Candidats      | Candidats            | Étiquette      | Premier tour | Premier tour |
| Candidats      | Candidats            | Étiquette      | Voix         | %            |
| -------------- | -------------------- | -------------- | ------------ | ------------ |
|                | Guy Larmanjat*       | PS             | 2 921        | 51,34        |
|                | Regis Petit          | UMP            | 1 781        | 31,31        |
|                | Olivier Wyssa        | FN             | 718          | 12,62        |
|                | Jean-Sebastien Bloch | PCF            | 269          | 4,73         |
|                |                      |                |              |              |
| Inscrits       | Inscrits             | Inscrits       | 9 983        | 100,00       |
| Abstention     | Abstention           | Abstention     | 4 158        | 41,65        |
| Votants        | Votants              | Votants        | 5 825        | 58,35        |
| Blancs et nuls | Blancs et nuls       | Blancs et nuls | 136          | 2,33         |
| Exprimés       | Exprimés             | Exprimés       | 5 689        | 97,67        |

*sortant

### Canton de Belley
| Candidats      | Candidats           | Étiquette      | Premier tour | Premier tour | Second tour | Second tour |
| Candidats      | Candidats           | Étiquette      | Voix         | %            | Voix        | %           |
| -------------- | ------------------- | -------------- | ------------ | ------------ | ----------- | ----------- |
|                | Jean-Claude Travers | UMP            | 2 239        | 33,12        | 3 620       | 52,12       |
|                | Marc Dupont         | PS             | 1 236        | 18,28        | 3 325       | 47,88       |
|                | Pierre Carroz*      | DVG            | 1 032        | 15,27        |             |             |
|                | Gaëtan Noblet       | FN             | 812          | 12,01        |             |             |
|                | Jean-Claude Leriget | PCF            | 558          | 8,25         |             |             |
|                | Alain Pasqualin     | Verts          | 463          | 6,85         |             |             |
|                | Gerard Julliard     | CPNT           | 420          | 6,21         |             |             |
|                |                     |                |              |              |             |             |
| Inscrits       | Inscrits            | Inscrits       | 10 953       | 100,00       | 10 955      | 100,00      |
| Abstention     | Abstention          | Abstention     | 3 872        | 35,35        | 3 490       | 31,86       |
| Votants        | Votants             | Votants        | 7 081        | 64,65        | 7 465       | 68,14       |
| Blancs et nuls | Blancs et nuls      | Blancs et nuls | 321          | 4,53         | 520         | 6,97        |
| Exprimés       | Exprimés            | Exprimés       | 6 760        | 95,47        | 6 945       | 93,03       |

*sortant

### Canton de Châtillon-Sur-Chalaronne
| Candidats      | Candidats         | Étiquette      | Premier tour | Premier tour | Second tour | Second tour |
| Candidats      | Candidats         | Étiquette      | Voix         | %            | Voix        | %           |
| -------------- | ----------------- | -------------- | ------------ | ------------ | ----------- | ----------- |
|                | Yves Clayette*    | UMP            | 2 865        | 42,95        | 3 792       | 53,45       |
|                | Patrice Morandas  | PS             | 2 577        | 38,64        | 3 302       | 46,55       |
|                | Cyrille Duc-Mauge | FN             | 1 021        | 15,31        |             |             |
|                | Jacqueline Burgat | PCF            | 207          | 3,10         |             |             |
|                |                   |                |              |              |             |             |
| Inscrits       | Inscrits          | Inscrits       | 11 337       | 100,00       | 11 338      | 100,00      |
| Abstention     | Abstention        | Abstention     | 4 365        | 38,50        | 3 894       | 34,34       |
| Votants        | Votants           | Votants        | 6 972        | 61,50        | 7 444       | 65,66       |
| Blancs et nuls | Blancs et nuls    | Blancs et nuls | 302          | 4,33         | 350         | 4,70        |
| Exprimés       | Exprimés          | Exprimés       | 6 670        | 95,67        | 7 094       | 95,30       |

*sortant

### Canton de Coligny
| Candidats      | Candidats        | Étiquette      | Premier tour | Premier tour |
| Candidats      | Candidats        | Étiquette      | Voix         | %            |
| -------------- | ---------------- | -------------- | ------------ | ------------ |
|                | Jean Bernadac*   | UMP            | 1 417        | 50,50        |
|                | Patrick Vacle    | DVD            | 496          | 17,68        |
|                | Cedric Faussabry | FN             | 393          | 14,01        |
|                | Jacky Vuaillat   | PCF            | 282          | 10,05        |
|                | Raphael Duret    | DVG            | 218          | 7,77         |
|                |                  |                |              |              |
| Inscrits       | Inscrits         | Inscrits       | 4 739        | 100,00       |
| Abstention     | Abstention       | Abstention     | 1 748        | 36,89        |
| Votants        | Votants          | Votants        | 2 991        | 63,11        |
| Blancs et nuls | Blancs et nuls   | Blancs et nuls | 185          | 6,19         |
| Exprimés       | Exprimés         | Exprimés       | 2 806        | 93,81        |

*sortant

### Canton de Ferney-Voltaire
| Candidats      | Candidats          | Étiquette      | Premier tour | Premier tour | Second tour | Second tour |
| Candidats      | Candidats          | Étiquette      | Voix         | %            | Voix        | %           |
| -------------- | ------------------ | -------------- | ------------ | ------------ | ----------- | ----------- |
|                | Jocelyne Boch*     | UMP            | 2 788        | 37,66        | 4 144       | 52,54       |
|                | Hubert Bertrand    | PRG            | 2 511        | 33,92        | 3 744       | 47,46       |
|                | Gilbert Dubouchet  | FN             | 924          | 12,48        |             |             |
|                | Christian Landreau | DVD            | 646          | 8,73         |             |             |
|                | Eliane Juquel      | EXG            | 273          | 3,69         |             |             |
|                | Gilles Panabieres  | PCF            | 261          | 3,53         |             |             |
|                |                    |                |              |              |             |             |
| Inscrits       | Inscrits           | Inscrits       | 14 488       | 100,00       | 14 488      | 100,00      |
| Abstention     | Abstention         | Abstention     | 6 854        | 47,31        | 6 231       | 43,01       |
| Votants        | Votants            | Votants        | 7 634        | 52,69        | 8 257       | 56,99       |
| Blancs et nuls | Blancs et nuls     | Blancs et nuls | 231          | 3,03         | 369         | 4,47        |
| Exprimés       | Exprimés           | Exprimés       | 7 403        | 96,97        | 7 888       | 95,53       |

*sortant

### Canton de Hauteville-Lompnes
| Candidats      | Candidats           | Étiquette      | Premier tour | Premier tour | Second tour | Second tour |
| Candidats      | Candidats           | Étiquette      | Voix         | %            | Voix        | %           |
| -------------- | ------------------- | -------------- | ------------ | ------------ | ----------- | ----------- |
|                | Bernard Argenti     | UMP            | 783          | 35,37        | 1 127       | 47,73       |
|                | Jacques Rabut       | DVG            | 603          | 27,24        | 1 234       | 52,27       |
|                | Daniel Mathieu      | DVG            | 352          | 15,90        |             |             |
|                | Patrick Dumas       | FN             | 219          | 9,89         |             |             |
|                | Bernard Tissier     | DVD            | 131          | 5,92         |             |             |
|                | Bernard Trucquement | PCF            | 126          | 5,69         |             |             |
|                |                     |                |              |              |             |             |
| Inscrits       | Inscrits            | Inscrits       | 3 410        | 100,00       | 3 411       | 100,00      |
| Abstention     | Abstention          | Abstention     | 1 110        | 32,55        | 937         | 27,47       |
| Votants        | Votants             | Votants        | 2 300        | 67,45        | 2 474       | 72,53       |
| Blancs et nuls | Blancs et nuls      | Blancs et nuls | 86           | 3,74         | 113         | 4,57        |
| Exprimés       | Exprimés            | Exprimés       | 2 214        | 96,26        | 2 361       | 95,43       |

### Canton de Lhuis
| Candidats      | Candidats             | Étiquette      | Premier tour | Premier tour | Second tour | Second tour |
| Candidats      | Candidats             | Étiquette      | Voix         | %            | Voix        | %           |
| -------------- | --------------------- | -------------- | ------------ | ------------ | ----------- | ----------- |
|                | Maurice Berlioz*      | UMP            | 729          | 29,67        | 1 338       | 53,93       |
|                | Gerard Deglise        | DVG            | 577          | 23,48        | 1 143       | 46,07       |
|                | Sylvie Forest         | DVG            | 279          | 11,36        |             |             |
|                | Philippe Duport       | DVD            | 266          | 10,83        |             |             |
|                | Dominique Chevallier  | FN             | 240          | 9,77         |             |             |
|                | Yves Duport           | DVD            | 178          | 7,24         |             |             |
|                | Katia Albors-Philippe | PCF            | 116          | 4,72         |             |             |
|                | Jean Pallatier        | CPNT           | 72           | 2,93         |             |             |
|                |                       |                |              |              |             |             |
| Inscrits       | Inscrits              | Inscrits       | 3 798        | 100,00       | 3 798       | 100,00      |
| Abstention     | Abstention            | Abstention     | 1 269        | 33,41        | 1 167       | 30,73       |
| Votants        | Votants               | Votants        | 2 529        | 66,59        | 2 631       | 69,27       |
| Blancs et nuls | Blancs et nuls        | Blancs et nuls | 72           | 2,85         | 150         | 5,70        |
| Exprimés       | Exprimés              | Exprimés       | 2 457        | 97,15        | 2 481       | 94,30       |

*sortant

### Canton de Miribel
| Candidats      | Candidats        | Étiquette      | Premier tour | Premier tour |
| Candidats      | Candidats        | Étiquette      | Voix         | %            |
| -------------- | ---------------- | -------------- | ------------ | ------------ |
|                | Jacques Berthou* | DVG            | 3 902        | 51,39        |
|                | Isabelle Cadet   | UMP            | 1 376        | 18,12        |
|                | Patrick Bouchard | FN             | 1 254        | 16,52        |
|                | Michel Nicod     | DVD            | 470          | 6,19         |
|                | Michel Jouard    | Verts          | 308          | 4,06         |
|                | Colette Largeron | EXG            | 165          | 2,17         |
|                | Franck Ricol     | PCF            | 118          | 1,55         |
|                |                  |                |              |              |
| Inscrits       | Inscrits         | Inscrits       | 12 804       | 100,00       |
| Abstention     | Abstention       | Abstention     | 5 039        | 39,35        |
| Votants        | Votants          | Votants        | 7 765        | 60,65        |
| Blancs et nuls | Blancs et nuls   | Blancs et nuls | 172          | 2,22         |
| Exprimés       | Exprimés         | Exprimés       | 7 593        | 97,78        |

*sortant

### Canton de Montluel
| Candidats      | Candidats              | Étiquette      | Premier tour | Premier tour | Second tour | Second tour |
| Candidats      | Candidats              | Étiquette      | Voix         | %            | Voix        | %           |
| -------------- | ---------------------- | -------------- | ------------ | ------------ | ----------- | ----------- |
|                | Jacky Bernard*         | PS             | 2 261        | 29,40        | 3 423       | 42,42       |
|                | Bernard Lobietti       | UDF            | 1 827        | 23,76        | Retrait     | Retrait     |
|                | Nicole Lacheisserie De | FN             | 1 471        | 19,13        | 1 586       | 19,66       |
|                | Danielle Bouchard      | DVD            | 1 418        | 18,44        | 3 060       | 37,92       |
|                | Denise Sanguinetti     | Verts          | 311          | 4,04         |             |             |
|                | Guy Largeron           | EXG            | 203          | 2,64         |             |             |
|                | Jean-Paul Tronchon     | PCF            | 200          | 2,60         |             |             |
|                |                        |                |              |              |             |             |
| Inscrits       | Inscrits               | Inscrits       | 12 506       | 100,00       | 12 506      | 100,00      |
| Abstention     | Abstention             | Abstention     | 4 614        | 36,89        | 4 099       | 32,78       |
| Votants        | Votants                | Votants        | 7 892        | 63,11        | 8 407       | 67,22       |
| Blancs et nuls | Blancs et nuls         | Blancs et nuls | 201          | 2,55         | 338         | 4,02        |
| Exprimés       | Exprimés               | Exprimés       | 7 691        | 97,45        | 8 069       | 95,98       |

*sortant

### Canton de Nantua
| Candidats      | Candidats          | Étiquette      | Premier tour | Premier tour | Second tour | Second tour |
| Candidats      | Candidats          | Étiquette      | Voix         | %            | Voix        | %           |
| -------------- | ------------------ | -------------- | ------------ | ------------ | ----------- | ----------- |
|                | Claude Ferry*      | UMP            | 1 318        | 31,34        | 2 091       | 47,17       |
|                | Gérard Maille      | DVD            | 954          | 22,68        | Retrait     | Retrait     |
|                | Bruno Flament      | FN             | 904          | 21,49        | 925         | 20,87       |
|                | Gerard Duperier    | PS             | 852          | 20,26        | 1 417       | 31,96       |
|                | Marinette Blanchet | PCF            | 178          | 4,23         |             |             |
|                |                    |                |              |              |             |             |
| Inscrits       | Inscrits           | Inscrits       | 7 282        | 100,00       | 7 281       | 100,00      |
| Abstention     | Abstention         | Abstention     | 2 898        | 39,80        | 2 677       | 36,77       |
| Votants        | Votants            | Votants        | 4 384        | 60,20        | 4 604       | 63,23       |
| Blancs et nuls | Blancs et nuls     | Blancs et nuls | 178          | 4,06         | 171         | 3,71        |
| Exprimés       | Exprimés           | Exprimés       | 4 206        | 95,94        | 4 433       | 96,29       |

*sortant

### Canton de Péronnas
| Candidats      | Candidats           | Étiquette      | Premier tour | Premier tour | Second tour | Second tour |
| Candidats      | Candidats           | Étiquette      | Voix         | %            | Voix        | %           |
| -------------- | ------------------- | -------------- | ------------ | ------------ | ----------- | ----------- |
|                | Christian Chanel    | DVD            | 2 322        | 41,38        | 3 003       | 51,38       |
|                | Bernard Quivet      | DVG            | 1 845        | 32,88        | 2 842       | 48,62       |
|                | Christiane Marchand | FN             | 713          | 12,70        |             |             |
|                | Bernard Favre       | ECO            | 401          | 7,15         |             |             |
|                | Pascal Borgo        | PCF            | 183          | 3,26         |             |             |
|                | Luc Bailly          | EXG            | 148          | 2,64         |             |             |
|                |                     |                |              |              |             |             |
| Inscrits       | Inscrits            | Inscrits       | 9 122        | 100,00       | 9 122       | 100,00      |
| Abstention     | Abstention          | Abstention     | 3 364        | 36,88        | 3 057       | 33,51       |
| Votants        | Votants             | Votants        | 5 758        | 63,12        | 6 065       | 66,49       |
| Blancs et nuls | Blancs et nuls      | Blancs et nuls | 146          | 2,54         | 220         | 3,63        |
| Exprimés       | Exprimés            | Exprimés       | 5 612        | 97,46        | 5 845       | 96,37       |

### Canton de Poncin
| Candidats      | Candidats             | Étiquette      | Premier tour | Premier tour | Second tour | Second tour |
| Candidats      | Candidats             | Étiquette      | Voix         | %            | Voix        | %           |
| -------------- | --------------------- | -------------- | ------------ | ------------ | ----------- | ----------- |
|                | Jean Chabry*          | DVD            | 1 250        | 45,09        | 1 513       | 50,72       |
|                | Jacques Cagnac        | Verts          | 567          | 20,45        | 927         | 31,08       |
|                | Lydia Girault         | FN             | 549          | 19,81        | 543         | 18,20       |
|                | Christiane Bataillard | DVG            | 198          | 7,14         |             |             |
|                | Fernand Roustit       | PCF            | 145          | 5,23         |             |             |
|                | Claude Di Sturco      | DVG            | 63           | 2,27         |             |             |
|                |                       |                |              |              |             |             |
| Inscrits       | Inscrits              | Inscrits       | 4 558        | 100,00       | 4 559       | 100,00      |
| Abstention     | Abstention            | Abstention     | 1 659        | 36,40        | 1 489       | 32,66       |
| Votants        | Votants               | Votants        | 2 899        | 63,60        | 3 070       | 67,34       |
| Blancs et nuls | Blancs et nuls        | Blancs et nuls | 127          | 4,38         | 87          | 2,83        |
| Exprimés       | Exprimés              | Exprimés       | 2 772        | 95,62        | 2 983       | 97,17       |

*sortant

### Canton de Pont-D'Ain
| Candidats      | Candidats      | Étiquette      | Premier tour | Premier tour | Second tour | Second tour |
| Candidats      | Candidats      | Étiquette      | Voix         | %            | Voix        | %           |
| -------------- | -------------- | -------------- | ------------ | ------------ | ----------- | ----------- |
|                | Serge Fondraz* | DVG            | 1 723        | 33,51        | 2 477       | 44,02       |
|                | Andre Ferry    | DVD            | 1 711        | 33,28        | 2 309       | 41,03       |
|                | Jacques Scholl | FN             | 932          | 18,13        | 841         | 14,95       |
|                | Maryse Favre   | ECO            | 352          | 6,85         |             |             |
|                | Noelle Favier  | PCF            | 276          | 5,37         |             |             |
|                | Didier Eckel   | EXG            | 147          | 2,86         |             |             |
|                |                |                |              |              |             |             |
| Inscrits       | Inscrits       | Inscrits       | 8 370        | 100,00       | 8 370       | 100,00      |
| Abstention     | Abstention     | Abstention     | 3 026        | 36,15        | 2 563       | 30,62       |
| Votants        | Votants        | Votants        | 5 344        | 63,85        | 5 807       | 69,38       |
| Blancs et nuls | Blancs et nuls | Blancs et nuls | 203          | 3,80         | 180         | 3,10        |
| Exprimés       | Exprimés       | Exprimés       | 5 141        | 96,20        | 5 627       | 96,90       |

*sortant

### Canton de Pont-De-Veyle
| Candidats      | Candidats                | Étiquette      | Premier tour | Premier tour | Second tour | Second tour |
| Candidats      | Candidats                | Étiquette      | Voix         | %            | Voix        | %           |
| -------------- | ------------------------ | -------------- | ------------ | ------------ | ----------- | ----------- |
|                | Jean-Francois Pelletier* | UMP            | 2 224        | 47,41        | 2 690       | 54,60       |
|                | Michel Gentil            | DVG            | 1 599        | 34,09        | 2 237       | 45,40       |
|                | Philippe Thioliere       | FN             | 699          | 14,90        |             |             |
|                | Paul Thete               | PCF            | 169          | 3,60         |             |             |
|                |                          |                |              |              |             |             |
| Inscrits       | Inscrits                 | Inscrits       | 8 054        | 100,00       | 8 052       | 100,00      |
| Abstention     | Abstention               | Abstention     | 3 153        | 39,15        | 2 859       | 35,51       |
| Votants        | Votants                  | Votants        | 4 901        | 60,85        | 5 193       | 64,49       |
| Blancs et nuls | Blancs et nuls           | Blancs et nuls | 210          | 4,28         | 266         | 5,12        |
| Exprimés       | Exprimés                 | Exprimés       | 4 691        | 95,72        | 4 927       | 94,88       |

*sortant

### Canton de Saint-Trivier-De-Courtes
| Candidats      | Candidats         | Étiquette      | Premier tour | Premier tour |
| Candidats      | Candidats         | Étiquette      | Voix         | %            |
| -------------- | ----------------- | -------------- | ------------ | ------------ |
|                | Jean Pépin*       | UMP            | 1 732        | 68,35        |
|                | Thierry Ollagnier | PS             | 447          | 17,64        |
|                | Jacques Branca    | FN             | 246          | 9,71         |
|                | Jacques Darves    | PCF            | 109          | 4,30         |
|                |                   |                |              |              |
| Inscrits       | Inscrits          | Inscrits       | 4 094        | 100,00       |
| Abstention     | Abstention        | Abstention     | 1 472        | 35,96        |
| Votants        | Votants           | Votants        | 2 622        | 64,04        |
| Blancs et nuls | Blancs et nuls    | Blancs et nuls | 88           | 3,36         |
| Exprimés       | Exprimés          | Exprimés       | 2 534        | 96,64        |

*sortant

### Canton de Seyssel
| Candidats      | Candidats           | Étiquette      | Premier tour | Premier tour |
| Candidats      | Candidats           | Étiquette      | Voix         | %            |
| -------------- | ------------------- | -------------- | ------------ | ------------ |
|                | René Ailloud*       | DVD            | 1 196        | 53,66        |
|                | Yvon Bachelet       | PS             | 534          | 23,96        |
|                | Fabrice Chevallier  | FN             | 327          | 14,67        |
|                | Philippe Streletski | PCF            | 104          | 4,67         |
|                | Muriel Bastion      | DVG            | 68           | 3,05         |
|                |                     |                |              |              |
| Inscrits       | Inscrits            | Inscrits       | 3 714        | 100,00       |
| Abstention     | Abstention          | Abstention     | 1 414        | 38,07        |
| Votants        | Votants             | Votants        | 2 300        | 61,93        |
| Blancs et nuls | Blancs et nuls      | Blancs et nuls | 71           | 3,09         |
| Exprimés       | Exprimés            | Exprimés       | 2 229        | 96,91        |

*sortant

### Canton de Thoissey
| Candidats      | Candidats               | Étiquette      | Premier tour | Premier tour | Second tour | Second tour |
| Candidats      | Candidats               | Étiquette      | Voix         | %            | Voix        | %           |
| -------------- | ----------------------- | -------------- | ------------ | ------------ | ----------- | ----------- |
|                | André Philippon*        | DVG            | 1 806        | 35,57        | 2 570       | 47,53       |
|                | Pierre Montagnier       | UMP            | 1 164        | 22,92        | 1 878       | 34,73       |
|                | Jean-Claude Deschizeaux | DVD            | 1 062        | 20,91        | Retrait     | Retrait     |
|                | Andre Menut             | FN             | 901          | 17,74        | 959         | 17,74       |
|                | Jacques David           | PCF            | 145          | 2,86         |             |             |
|                |                         |                |              |              |             |             |
| Inscrits       | Inscrits                | Inscrits       | 8 937        | 100,00       | 8 937       | 100,00      |
| Abstention     | Abstention              | Abstention     | 3 642        | 40,75        | 3 337       | 37,34       |
| Votants        | Votants                 | Votants        | 5 295        | 59,25        | 5 600       | 62,66       |
| Blancs et nuls | Blancs et nuls          | Blancs et nuls | 217          | 4,10         | 193         | 3,45        |
| Exprimés       | Exprimés                | Exprimés       | 5 078        | 95,90        | 5 407       | 96,55       |

*sortant

### Canton de Trévoux
| Candidats      | Candidats                 | Étiquette      | Premier tour | Premier tour | Second tour | Second tour |
| Candidats      | Candidats                 | Étiquette      | Voix         | %            | Voix        | %           |
| -------------- | ------------------------- | -------------- | ------------ | ------------ | ----------- | ----------- |
|                | Patrick Rousset*          | DVG            | 2 639        | 40,73        | 3 591       | 51,77       |
|                | Jacqueline Fournet        | UMP            | 1 777        | 27,42        | 2 262       | 32,61       |
|                | Jean-Loup de Lacheisserie | FN             | 1 220        | 18,83        | 1 083       | 15,61       |
|                | Claude Montessuit         | Verts          | 655          | 10,11        |             |             |
|                | Daniel Descollonges       | PCF            | 189          | 2,92         |             |             |
|                |                           |                |              |              |             |             |
| Inscrits       | Inscrits                  | Inscrits       | 10 996       | 100,00       | 10 997      | 100,00      |
| Abstention     | Abstention                | Abstention     | 4 294        | 39,05        | 3 885       | 35,33       |
| Votants        | Votants                   | Votants        | 6 702        | 60,95        | 7 112       | 64,67       |
| Blancs et nuls | Blancs et nuls            | Blancs et nuls | 222          | 3,31         | 176         | 2,47        |
| Exprimés       | Exprimés                  | Exprimés       | 6 480        | 96,69        | 6 936       | 97,53       |

*sortant

### Canton de Villars-Les-Dombes
| Candidats      | Candidats          | Étiquette      | Premier tour | Premier tour | Second tour | Second tour |
| Candidats      | Candidats          | Étiquette      | Voix         | %            | Voix        | %           |
| -------------- | ------------------ | -------------- | ------------ | ------------ | ----------- | ----------- |
|                | Georges Faverjon   | DVG            | 1 117        | 29,66        | 1 798       | 45,82       |
|                | Joseph Pierre Seve | UMP            | 747          | 19,84        | 1 446       | 36,85       |
|                | Gilbert Colovray   | FN             | 17,50        | 680          | 17,33       |             |
|                | Bernard Guillemaud | DVD            | 478          | 12,69        |             |             |
|                | Maurice Limandas   | DVD            | 383          | 10,17        |             |             |
|                | Albane Colin       | Verts          | 315          | 8,36         |             |             |
|                | Monique Durrenmath | PCF            | 67           | 1,78         |             |             |
|                |                    |                |              |              |             |             |
| Inscrits       | Inscrits           | Inscrits       | 6 107        | 100,00       | 6 105       | 100,00      |
| Abstention     | Abstention         | Abstention     | 2 238        | 36,65        | 2 056       | 33,68       |
| Votants        | Votants            | Votants        | 3 869        | 63,35        | 4 049       | 66,32       |
| Blancs et nuls | Blancs et nuls     | Blancs et nuls | 103          | 2,66         | 125         | 3,09        |
| Exprimés       | Exprimés           | Exprimés       | 3 766        | 97,34        | 3 924       | 96,91       |

### Canton de Viriat
| Candidats      | Candidats      | Étiquette      | Premier tour | Premier tour | Second tour | Second tour |
| Candidats      | Candidats      | Étiquette      | Voix         | %            | Voix        | %           |
| -------------- | -------------- | -------------- | ------------ | ------------ | ----------- | ----------- |
|                | Jacques Nallet | DVG            | 3 230        | 45,17        | 3 881       | 51,34       |
|                | Bernard Perret | DVD            | 2 858        | 39,97        | 3 678       | 48,66       |
|                | Francois Gros  | FN             | 834          | 11,66        |             |             |
|                | Bruno Roux     | PCF            | 228          | 3,19         |             |             |
|                |                |                |              |              |             |             |
| Inscrits       | Inscrits       | Inscrits       | 11 054       | 100,00       | 11 054      | 100,00      |
| Abstention     | Abstention     | Abstention     | 3 703        | 33,50        | 3 224       | 29,17       |
| Votants        | Votants        | Votants        | 7 351        | 66,50        | 7 830       | 70,83       |
| Blancs et nuls | Blancs et nuls | Blancs et nuls | 201          | 2,73         | 271         | 3,46        |
| Exprimés       | Exprimés       | Exprimés       | 7 150        | 97,27        | 7 559       | 96,54       |

### Canton de Virieu-Le-Grand
| Candidats      | Candidats         | Étiquette      | Premier tour | Premier tour | Second tour | Second tour |
| Candidats      | Candidats         | Étiquette      | Voix         | %            | Voix        | %           |
| -------------- | ----------------- | -------------- | ------------ | ------------ | ----------- | ----------- |
|                | André Lamaison*   | PS             | 779          | 39,07        | 1 159       | 56,79       |
|                | Eliane Michallet  | UMP            | 429          | 21,51        | 882         | 43,21       |
|                | Bernard Reuter    | DVD            | 247          | 12,39        |             |             |
|                | Christophe Galley | FN             | 240          | 12,04        |             |             |
|                | Jacky Thomas      | DVG            | 229          | 11,48        |             |             |
|                | Albert Nallet     | PCF            | 70           | 3,51         |             |             |
|                |                   |                |              |              |             |             |
| Inscrits       | Inscrits          | Inscrits       | 3 065        | 100,00       | 3 065       | 100,00      |
| Abstention     | Abstention        | Abstention     | 989          | 32,27        | 925         | 30,18       |
| Votants        | Votants           | Votants        | 2 076        | 67,73        | 2 140       | 69,82       |
| Blancs et nuls | Blancs et nuls    | Blancs et nuls | 82           | 3,95         | 99          | 4,63        |
| Exprimés       | Exprimés          | Exprimés       | 1 994        | 96,05        | 2 041       | 95,37       |

*sortant